# Rue des Païens (Strasbourg)
Pour les articles homonymes, voir Rue des Païens.
La rue des Païens (en alsacien : Heidegass) est une voie de Strasbourg, rattachée administrativement au Quartier Gare - Kléber, qui va du no 14 de la rue de la Course jusqu'au no 1 de la rue Déserte. 

## Toponymie

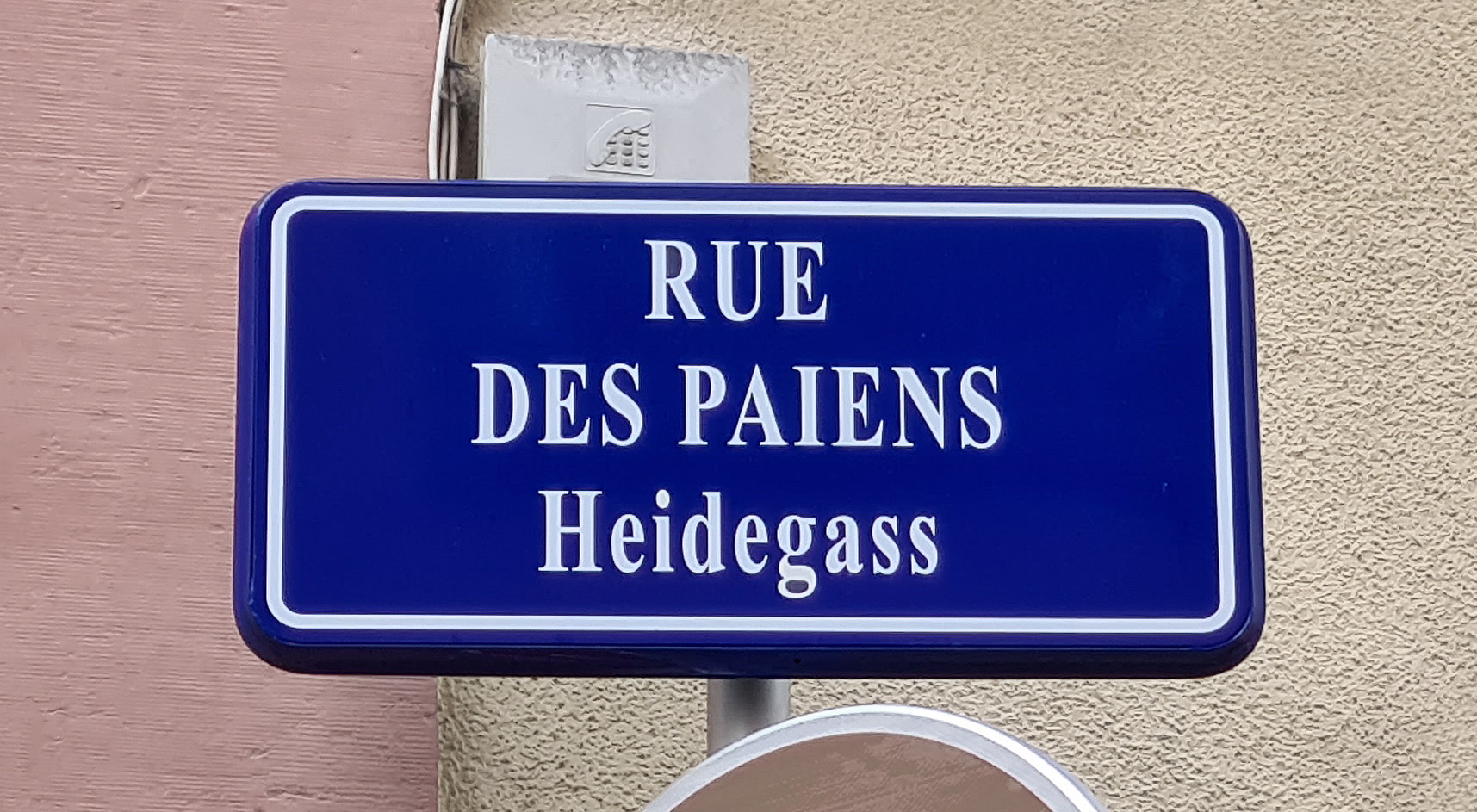
Plaque bilingue, en français et en alsacien.

Selon Adolphe Seyboth, la voie sur l'emplacement de l'actuelle rue des Païens, porte dès 1251 les dénominations suivantes : Diebestrasse, Galgenstrasse, strata versus patibulum. Il est alors fait référence aux voleurs, à un gibet, au voisinage d'une potence. Se fondant sur le plan de Merian, Seyboth localise ce gibet à proximité de l'actuelle place des Halles. Ce thème se prolonge jusqu'au XVe siècle : Diebesgesselin (1403), Diebesgasse (1415), Diebsgasse (1466), vicus dictus Diebsgessel (1495). 
Heidengasse prend la relève en 1587, en référence aux Heid, l'une de ces familles de jardiniers, très présentes dans ce quartier jusqu'en 1870 et dont plusieurs ont donné leur nom à des rues dès le XVIe siècle. En 1794, à la Révolution, le nom change, pour devenir rue de la Verdure. Puis l'appellation se stabilise, avec quelques variantes autour de Heiden et de sa tentative de traduction en français par « païens » :  rue des Payens (1817), impasse des Païens (1856), Heidengasse (1870, 1881, 1940), Alte Heidengasse (1874), rue des Païens (1939, 1945).
Des plaques de rues bilingues, à la fois en français et en alsacien, ont été mises en place par la municipalité à partir de 1995. C'est le cas de la Heidegass.